# Código de Pontos (ginástica artística)

Símbolo da modalidade artística.

O Código de Pontos ou código de pontuação é, na ginástica artística, o sistema de avaliação usado pela Federação Internacional de Ginástica (FIG).
É nele que se baseiam os praticantes da modalidade ginastica artística, bem como árbitros e todos os envolvidos com os desportos. Elaborado pela FIG, é ele quem rege o andamento de todas as competições internacionais a nível de apresentações - segurança e dificuldade das rotinas realizadas.

## Funções
O código da (FIG) é utilizado para pontuar os eventos da ginástica em nível internacional, como os Mundiais e os Jogos Olímpicos. As Confederações Nacionais possuem um código interno. Contudo, geralmente utilizam do código elaborado pela Federação Internacional, para a pontuação dos Campeonatos Nacionais de elite. Sob este código, estão também as demais ginásticas - rítmica, acrobata, aeróbica e de trampolim. Porém, cada qual possui suas especificidades e Códigos próprios.

## Características
No código constam todas as informações sobre as condutas dos ginastas, treinadores e árbitros, além de conter as descrições para validação de elementos, as tabelas de despontuação, tabelas de valores de ligação, tabelas e grupos de elementos com suas classificações de A a J e as descrições da execução de cada um deles.

### Criação e surgimento
A ginástica, enquanto modalidade artística, está presente desde a primeira Olimpíada da Era Moderna, em 1896, com as provas de argolas, barra fixa, barras paralelas, cavalo com alças, salto sobre o cavalo e subida em corda lisa. Contudo, mesmo fazendo parte da primeira edição olímpica, alguns problemas eram evidentes: os árbitros não tinham regras a seguir e cada ginasta podia levar o seu aparelho, tornando inexistente a uniformidade. Como solução a todos esses problemas, em 1948, em Londres, foi produzido o primeiro Código de Pontuação.

## OAntigoCódigo

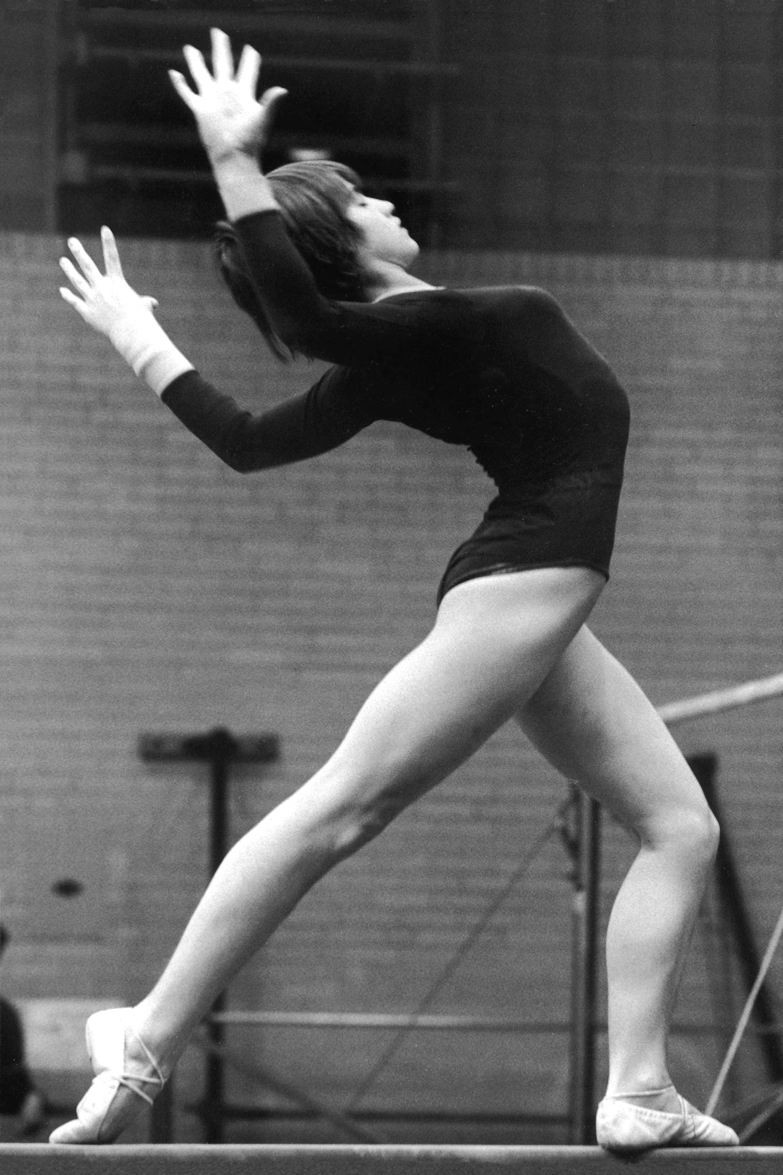
Nadia Comaneci: primeira ginasta a conquistar uma nota 10,0.

O velho código trabalhou sob o sistema de pontuação dez (10,0). Logo, a nota limite a ser atingida, era o dez. Este sistema trabalhava dividido em quatro critérios.
- Habilidades: A cada elemento acrobático e artístico era dada uma dificuldade específica de classificação, variando entre A e Super-E, na Tabela de Elementos. O ginasta conquistava pontos bônus realizando as competências difíceis (seus movimentos pontuados) separadamente umas das outras ou através das sequências (elementos artísticos, as passadas).
- Elementos obrigatórios: A composição da rotina era decidida pelo ginasta e pelo seu treinador. Contudo, em todos os aparelhos, a exceção do salto, havia na Tabela os elementos que deveriam ser executados durante a rotina. A exemplo de elemento e obrigatório, está o giro gigante: a vota de 360 graus realizada nas barras assimétricas e na barra fixa.
- Base de pontuação: A pontuação base era o padrão de valor inicial da rotina - o ginasta preenchia-a com todos os elementos necessários. Isso foi alterado ao longo dos anos, tendendo diminuido o limite mínimo de pontos. Por exemplo, entre 1992 e 1996, a pontuação mínima exigida era de 9,2 e entre 2000 e 2004, já era de 8,8.
- Valor inicial: O valor inicial é a combinação da pontuação base e dos bônus adicionados pelo ginasta. É o valor de suas passadas, movimentos de ligação e elementos obrigatórios. Idealmente, o ginasta procurava ter sua nota inicial o mais perto do 10 quanto fosse possível.

As regras para as provas de salto foram as únicas que não sofreram mudanças na passagem do velho para o novo.

## ONovoCódigo
Em 2006, o Código de Pontuação, juntamente a toda a característica do sistema da ginástica, fora revisto sob a alegação de irregularidades nos julgamentos dos eventos nas Olimpíadas de Atenas, que puseram à prova a objetividade e a fiablidade do sistema em questão.
A primeira ginasta a ser campeã mundial sob o modificado código, foi a italiana Vanessa Ferrari. Ainda que tendo cometido erros durante sua execução, ela manteve a medalha de ouro do concurso geral por ter em sua rotina, movimentos de dificuldade mais elevados que as demais competidoras. Apesar das constantes oposições ao novo código e das controvérsias de sua modificação, o mesmo fora mantido para dar ênfase ao avanço do desporto, à objetividade do julgamento e a promover qualificações de níveis elevados.

### Elaborações gerais

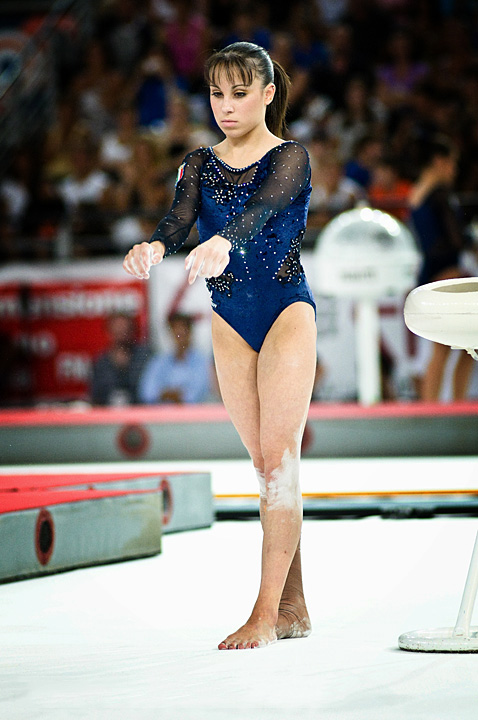
A italiana Vanessa Ferrari foi a primeira vencedora mundial sob o novo CoP.

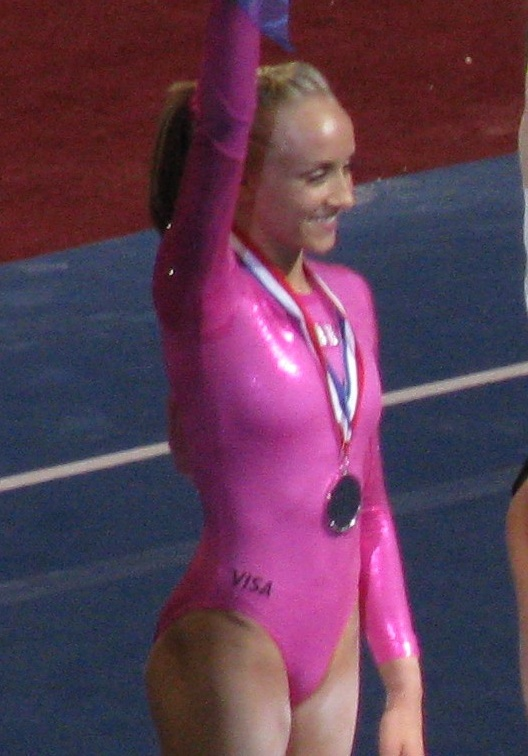
A russa naturalizada norte-americana, Nastia Liukin, foi a primeira campeã olímpica sob o novo CoP.

Em vias gerais, o código é atualizado a cada término do ciclo olímpico, isso significa novas mudanças a cada quatro anos. Nele são feitas importantes revisões a fim de demonstrar as tendêndias de mudanças no esporte e modificar a Tabela de Elementos - retirando movimentos desvalorizados e adicionando novas competências que os ginastas apresentam (como o movimento Dos Santos).
Além disso, pequenas modificações que se façam necessárias, são executadas, por muitas vezes, ao fim de um Campeonato Mundial.

### Elaborações específicas
A FIG possui uma nova regra de âmbito abrangente, que foi adotada em 2006, quando resolveu-se separar as notas de dificuldade das notas de execução. No total, para avaliar-se uma prova de ginástica, são escalados nove árbitros. O primeiro deles é o coordenador da banca. Os demais, dividem-se entre os grupos A e B.
A série, em cada aparelho então, é julgada por esse grupo de árbitros. Eles ficam divididos em dois grupos: o grupo que avalia o valor da série (banca de arbitragem A - formada por dois membros) e o grupo que avalia a execução (banca de arbitragem B - formada por seis membros). Com exceção do salto, todas as séries tem um valor de partida, dado pelos árbitros da banca A.
Para poderem avaliar uma série, os árbitros dividem os elementos em sete grupos de valor: A,B,C,D, E, F e G, onde "A" é o elemento mais fraco e "G" (apenas paras as provas femininas. As provas masculinas param na F), o elemento mais forte. Nesse caso, todos os aparelhos tem em comum a necessidade de uma série com os elementos citados em suas respectivas quantidades. Apenas o salto possui um valor máximo já pré-estabelecido. Para se chegar ao somatório final que valida a performance de um ginasta, dois painéis são utilizados:
- O primeiro é o critério D (ou critério de Dificuldade), que avalia o conteúdo dos exercícios sob três aspectos. São eles: dificuldade de valor, requisitos de composição e valor de conexão.
- DV: Nesta parte da avaliação ficam os elementos a serem executados pelo ginasta. Aqui valida-se seus oito movimentos obrigatórios e de valores mais elevados, cada qual com seu grau de dificuldade. Por exemplo: Um salto Layout back possui nível de dificuldade A e vale 0,1. Enquanto um movimento G vale 0,7.
- RV: Possui pontuação máxima de 2,500 e baseia-se em grupos de cinco elementos. Os ginastas podem atender as exigências da RV e da DV ao mesmo tempo.
- CV: Possui a pontuação dos movimentos de passada dos ginastas, seus movimentos de ligação. Seus valores variam entre 0,1 e 0,2.
Em geral, um ginasta poderia atingir uma pontuação ilimitada diante dos movimentos de conexão que pode executar, contudo, com a nova revisão do código para 2009-2012, isso tornou-se mais difícil.
- O segundo, é o critério E (ou critério de Execução), onde são avaliados o desempenho artístico e da execução dos elementos em si. A pontuação máxima deste é dez. A partir disso, começa-se a descontar. Para erros onde o ginasta se desliga do aparelho é feito um desconto de um para erros considerados pequenos, médios e grandes, os descontos são de 0,1, 0,3, 0,5 e 1,0 respectivamente.
Para se obter a nota total e final, uma soma de A e B é feita após as devidas avaliações e deduções.
Eis um exemplo de cálculo: Supondo que um ginasta tenha sua nota de partida, avaliada pela banca A, em 6,500 e suas notas de execução, avaliadas pela banca B, em 9,500 - 9,250 - 9,100 - 9,500 - 10,000 - 9,500. Primeiro, retira-se a maior e a menor notas. Depois, tira-se a média B, que nesse caso é de 9,437. A nota final do ginasta, desse modo é de 15,935 (A + B).
Diante deste novo código, a nota dez, antes atingida pela conhecida romena Nadia Comaneci, fora extinta e uma média 15,500 tornou-se satisfatória para provas de classificação.